# Seuls sur Terre
Pour les articles homonymes, voir I Think We're Alone Now.
Pour plus de détails, voir Fiche technique et Distribution.
 Seuls sur Terre (I Think We're Alone Now) est un film de science-fiction américain réalisé par Reed Morano sur un scénario écrit par Mike Makowsky (en) et sorti en 2018. Le film met en vedette Peter Dinklage et Elle Fanning.
Le film est présenté en première au Festival du film de Sundance le 21 janvier 2018.

## Synopsis
Del pense être le dernier survivant sur Terre à la suite d'une mystérieuse catastrophe qui a décimé instantanément l'humanité, tuant tous les êtres vivants (sauf les poissons) sans détruire les biens matériels. Il reste dans la petite ville maintenant déserte où il était employé à la bibliothèque. Très organisé, il nettoie la localité maison par maison, enterrant les cadavres, remettant chaque chose à sa place. Mais son isolement est contrarié par l'arrivée de Grace, une jeune fille venant d'une autre ville. Dans un premier temps il veut la chasser, refusant la perturbation qu'elle apporte dans sa petite vie bien réglée. En effet, il ne se sent pas plus seul maintenant qu'avant, quand les habitants l'ignoraient et le méprisaient à cause de sa taille. Finalement il accepte la présence de Grace, mais il ne sait pas ce qui se passe au-delà de son horizon limité à sa petite ville et ce qu'elle fuyait.

## Fiche technique
- Titre original : I Think We're Alone Now
- Titre français : Seuls sur Terre
- Réalisation : Reed Morano
- Scénario : Mike Makowsky (en)
- Photographie : Reed Morano
- Montage : Madeleine Gavin
- Musique : Gregory Tripi
- Pays de production : États-Unis
- Langue originale : anglais
- Format : couleur
- Genre : science-fiction
- Durée : 93 minutes
- Dates de sortie :
  - États-Unis : 21 janvier 2018 (Festival du film de Sundance), 21 septembre 2018
  - France : 5 septembre 2019 (VOD)

## Distribution
- Peter Dinklage (VFB : Christophe Hespel) : Del
- Elle Fanning : Grace
- Paul Giamatti : Patrick
- Charlotte Gainsbourg : Violet